# Балкански, Ненко
Ненко Балкански (болг. Балкански Ненко Димитров / Nenko Balkansky ; 20 сентября 1907, Казанлык, Болгария — 19 сентября 1977, София, Народная Республика Болгария) — болгарский жанровый живописец, график, обращавшийся к темам из жизни рабочего класса. Герой Социалистического Труда Народной Республики Болгария. Народный художник Болгарии (1954).

## Биография
Ненко Балкански родился 20 сентября 1907 года в городе Казанлык, на юго-западе Болгарии.
Окончил Софийскую Академию художеств по классу живописи в 1930 году на курсе профессоров Николы Маринова и Бориса Митова. В этом же году прошла первая его выставка. Преподавал рисунок в провинции и в Софии.
Художник всегда писал то, что любил — жену Лилиану, своё окружение, — просто и убедительно, как в жизни. Автопортреты, портреты, пейзажи, натюрморты, интерьеры и фигурные композиции.
Входил в организованное скульптором Иваном Фуневым «Товарищество новых художников», объединившее молодые силы болгарского искусства левой политической ориентации.

Существенной для 20-х—30-х годов становится проблема жизненной и художественной правды демократического образа героя. Им явился тогда прежде всего образ рабочего. В Болгарии рабочая тема находит своё выражение в живописи Н. Балканского.— Полевой, В. М., Искусство XX века, 1991, С.184
В 1937 году награждён Золотой медалью на Парижской выставке за ландшафт, написанный через раскрытое окно (в настоящее время в Государственной галерее города Русе). В 1939—1941 годах — поездка на стажировку в Германию, Францию, Италию (Берлин, Мюнхен, Париж, Рим, Флоренция).
| |
| Преподавательский состав Болгарской Академии художеств (София) 1 мая 1951 года. Ненко Балкански — 7-й слева; профессор АХ Дечко Узунов — 6-й справа). |

Профессор Софийской АХ с 1959 (преподавал здесь — с 1947). Публиковал искусствоведческие труды.
Художник умер в 1977 году в Софии.

## Признание
В 1952 году художник был удостоен Димитровской премии.
23 июля 2007 выставку к 100-летию художника Ненко Балкански открыла Национальная художественная галерея Болгарии в Софии.

## Изображения в сети
- 8 работ: портреты, натюрморты, пейзажи Архивная копия от 18 мая 2015 на Wayback Machine
- Автопортрет Архивная копия от 18 мая 2015 на Wayback Machine конец 1930-х годов. Холст, масло
- 10 картин на Flickr Архивная копия от 8 июня 2015 на Wayback Machine
- 2 портрета, натюрморт, пейзаж Архивная копия от 18 мая 2015 на Wayback Machine